# Jacob Bright

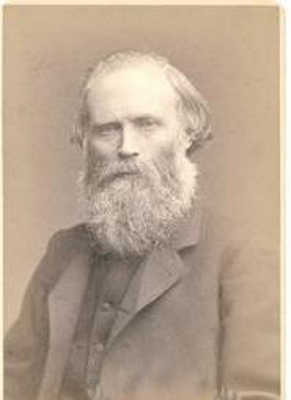
Jacob Bright.

Jacob Bright, född den 26 maj 1821, död den 7 november 1899, var en engelsk fabrikant och politiker, bror till John Bright.

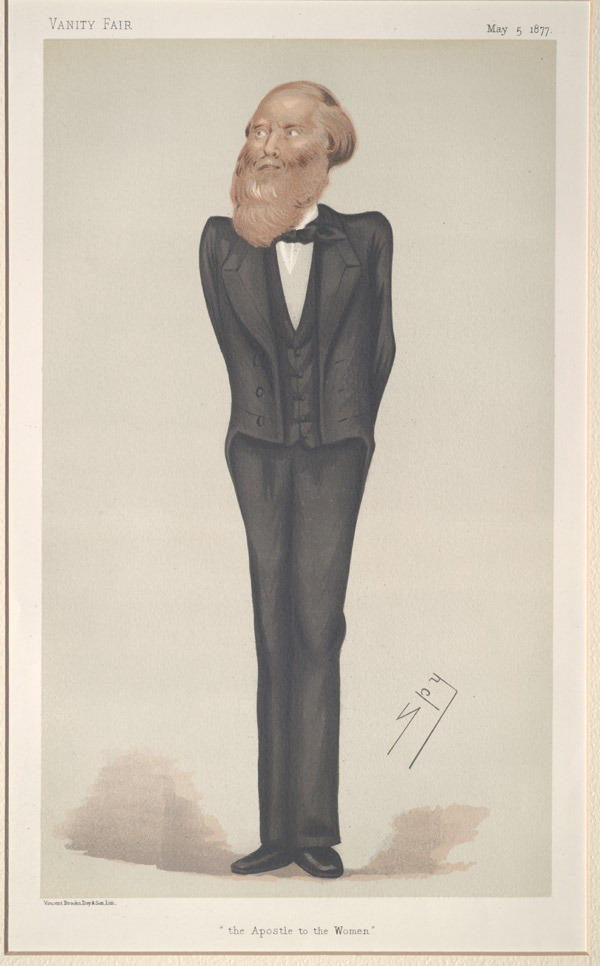
Jacob Bright, karikerad i Vanity Fair 1877.

Bright var under många år direktör i bomullsspinnerifirman "John Bright and brothers". Han tillhörde 1867-74 och 1876-85 underhuset som liberal och 1886-95 som liberal-unionistisk representant för Manchester samt gjorde sig därunder känd som trogen förkämpe för kvinnans politiska rättigheter. År 1869 genomdrev Bright kommunal rösträtt för kvinnor.